# Peter Falk

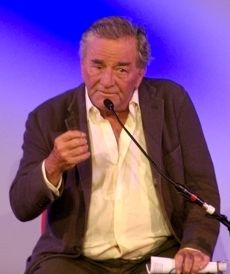
Peter Falk bei einem Interview (2007)

Peter Michael Falk (* 16. September 1927 in New York City; † 23. Juni 2011 in Beverly Hills) war ein US-amerikanischer Schauspieler und Filmproduzent, der vor allem durch seine Hauptrolle in der Krimiserie Columbo weltweit bekannt wurde.

## Leben

### Kindheit und Jugend
Peter Michael Falk wurde, weil er in einem von italienischen Einwanderern geprägten Viertel in New York City aufwuchs, immer wieder fälschlicherweise als Amerikaner italienischer Herkunft angesehen. Tatsächlich stammte seine Mutter Madeline Hochhauser aus Russland und sein Vater Michael Falk aus Polen. Seine Eltern betrieben ein Bekleidungsgeschäft. Sie waren Juden, aber nicht besonders religiös. Nach eigener Aussage hat sich Falk nach seiner Bar Mizwa im Alter von dreizehn Jahren nicht mehr mit Religion beschäftigt.

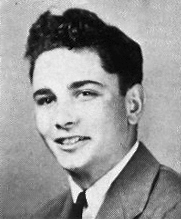
Peter Falk während seiner Zeit auf der High School

Im Alter von drei Jahren entdeckte man bei Peter Falk einen Tumor im rechten Auge, der zusammen mit diesem operativ entfernt wurde; danach trug Falk ein Glasauge. Dadurch kam es zu der charakteristischen ungleichen Weite des Augenlides. Auf der High School galt der junge Mann als sportlich; er war ein passabler Baseball- und Basketballspieler, wurde Klassensprecher und machte einen sehr guten Abschluss. Erste Bühnenerfahrung sammelte er im Alter von zwölf Jahren, als er bei dem Stück The Pirates of Penzance mitwirkte.
Nach seiner Schulzeit war Falk zunächst orientierungslos. Er besuchte kurze Zeit ein College, bewarb sich bei der Marine, wo man ihn wegen seines Glasauges ablehnte, und war dann 18 Monate als Koch bei der Handelsmarine auf See. Wieder zurück, entschied sich Falk für eine solide Ausbildung. Er schloss mit dem Bachelor of Arts in Literatur- und Politikwissenschaft sowie dem Master of Public Administration ab. Falk bewarb sich beim Geheimdienst CIA, wurde aber 1953 mit der Begründung abgelehnt, er habe sich mehrere Monate lang in Europa in einem „kommunistischen Land“ aufgehalten, nämlich Jugoslawien. Diese Entscheidung der CIA war typisch für die McCarthy-Ära in den USA. Schließlich nahm Falk in Hartford, Connecticut, eine Anstellung bei einer Finanzbehörde an. Nach der Arbeit spielte er in einer Laienspielgruppe und sammelte weitere Bühnenerfahrung.

### Anfangsjahre als Schauspieler
Falk entwickelte mehr und mehr Interesse an der Schauspielerei und nahm Unterricht. Seine Lehrerin war von seinem Talent überzeugt, so dass sie ihm riet, seine Anstellung zu kündigen. Er kehrte zurück nach New York City und spielte in Off-Broadway-Stücken sowie in kleinen Fernsehproduktionen mit. Ein erstes Engagement fürs Kino bei Columbia Pictures scheiterte erneut an seiner „Behinderung“, seinem Glasauge. Studioleiter Harry Cohn meinte lakonisch: „Für dieselbe Gage bekomme ich einen Schauspieler mit zwei Augen.“ 1958 erhielt Falk dann doch seine erste kleine Kinorolle, in einem Film der Produktionsfirma Warner Brothers.
1960 heiratete Peter Falk seine langjährige Freundin, die Modezeichnerin und Pianistin Alyce Mayo. Im selben Jahr spielte er in dem Kriminalfilm Unterwelt seine erste größere Rolle – den brutalen Auftragskiller Abe Reles. 1961 spielte er „Joy Boy“ in Frank Capras letztem Kinofilm Die unteren Zehntausend. Für beide Rollen wurde er als bester Nebendarsteller für den Oscar nominiert.
Falk war nun immer öfter auf der Leinwand zu sehen, so z. B. in Sieben gegen Chicago (1964) zusammen mit dem Rat Pack um Frank Sinatra oder in Das große Rennen rund um die Welt (1965) an der Seite von Tony Curtis und Jack Lemmon. Er spielte aber auch weiterhin Theater. Seine erste Rolle in einer Fernsehserie bekam er 1965 in The Trials of O’Brien, die er selbst mitproduzierte. Die Geschichten des Rechtsanwalts O’Brien kamen aber trotz guter Kritiken beim Publikum nicht so recht an und brachten es nur auf 22 Folgen.

### Columbo
Anfang 1968 spielte Peter Falk zum ersten Mal die Rolle, mit der er künftig identifiziert werden sollte, den Inspektor (im Original: „Lieutenant“) Columbo in Mord nach Rezept (1968). Dem Erfolg dieses Fernsehfilms ist es zu verdanken, dass im Herbst 1970 ein Pilotfilm für eine Serie unter dem Titel „Columbo“ produziert wurde. Im September 1971 startete „Columbo“ als Serie. „Columbo“ zählt heute zu den bekanntesten TV-Serien und wird seit Jahrzehnten kontinuierlich wiederholt. Auch im deutschsprachigen Raum zählt die Serie seit Mitte der 1970er Jahre zu den populärsten TV-Produktionen. Obwohl Falk zahlreiche andere Rollen gespielt hat, wird er vom Publikum stark mit der Columbo-Rolle identifiziert (die nach seinem Tod nicht neu besetzt wurde).
Falk war sich der Problematik bewusst, auf eine Rolle festgelegt zu sein, und suchte bewusst Engagements in anderen Filmgenres. So spielte er in Das Schloß in den Ardennen von Sydney Pollack sowie Zwei in Teufels Küche und Sterben und leben lassen im Duo mit Alan Arkin. Erwähnenswert ist auch seine Zusammenarbeit mit John Cassavetes, zunächst in Ehemänner und später in Eine Frau unter Einfluß.
„Columbo“ wurde Falks Markenzeichen, zwischen Anfang 1971 und Frühjahr 1978 entstanden für NBC 43 Folgen der Serie – im Jahresschnitt sechs Stück. Falk schnitt die Rolle auf sich zu – mit seiner geringen Körpergröße (1,68 m), dem Regenmantel, dem alten Peugeot 403 Cabriolet (beide Requisiten hatte sich Falk selbst und über die Köpfe der Produzenten hinweg ausgesucht), dem Basset-Hund, der nur „Dog“ hieß, dem leichten Sprachfehler und der stets schrägen Körperhaltung, die der Inspektor annahm, wenn er dem Täter die allerletzte, die überführende Kernfrage stellte, die er immer mit „Just one more thing“ („Nur noch eine Frage!“) einleitete. „Columbo“ hatte keinen Vornamen – auf die Frage von Reportern nach dem Vornamen pflegte er zu sagen: „Lieutenant“ (Inspektor). Der erste Columbo-Regenmantel war Falks eigener; er trug ihn in der ersten Folge nur zufällig, weil ihm kalt war. Falk kaufte ihn 1958 und trug ihn in der Serie bis 1989. Sein Cabriolet, den Peugeot, fuhr Columbo bis auf vier Folgen stets mit geschlossenem Verdeck. Falk führte 1972 bei der Folge Ein Denkmal für die Ewigkeit auch Regie. Dies blieb seine einzige Arbeit als Regisseur.
Mit wachsendem Erfolg von „Columbo“ forderte der Schauspieler immer höhere Gagen. Zudem war er für seine Launenhaftigkeit bei den Dreharbeiten bekannt. Beides bewog den Sender NBC dazu, die Serie einzustellen. Für die Rolle des Inspektors Columbo wurde Falk in dieser Zeit mit zwei Emmy-Awards und einem Golden Globe ausgezeichnet.
1977 trennte sich Peter Falk von seiner Ehefrau Alyce, mit der er zwei Töchter (Jackie und  Catherine, beide adoptiert) hatte, und heiratete die 22 Jahre jüngere Schauspielerin Shera Danese, die er beim Dreh der Columbo-Folge Mord im Bistro kennengelernt hatte und mit der er bis zu seinem Tod zusammenlebte.
1987 holte der Filmregisseur Wim Wenders den Amerikaner nach Deutschland. Peter Falk spielte sich selbst (also den Schauspieler Peter Falk) in Wenders’ Streifen Der Himmel über Berlin. Bei den Dreharbeiten sprach man Falk in Berlin regelmäßig als „Inspektor Columbo“ an.
Anfang 1989 kehrte er für viele überraschend als „Columbo“ auf den Bildschirm zurück, und zwar mit dem Fernsehfilm Tödliche Tricks – mit dem Konzept der Serie, aber in abendfüllender Fernsehfilmlänge. Auch der alte Erfolg stellte sich wieder ein und ein weiterer Emmy folgte. Gedreht wurden weitere 24 Folgen, die letzte Ende 2002.
Insgesamt löste „Columbo“ im Laufe von 35 Jahren 69 Fälle.

### Erkrankung und Tod
Dass Peter Falk an der Alzheimer-Krankheit litt, wurde 2007 bekannt. Im Juni 2009 stand daher die Frage an, ob man für ihn einen Vormund bestellen solle. Einer seiner Ärzte, Stephen Read, diagnostizierte eine stark beschleunigte Demenz und mutmaßte, dass massive Gaben von Narkotika bei einer Reihe zahnärztlicher Behandlungen Ende 2007 die Krankheit beschleunigt haben könnten. Read zufolge konnte sich Peter Falk zu diesem Zeitpunkt nicht einmal mehr an seine Figur des Columbo erinnern. Im Juni 2009 bestimmte ein Gericht in Los Angeles Falks Frau als Vormund. Auch Falks Adoptivtochter Catherine hatte einen solchen Antrag gestellt. In der Nacht vom 23. auf den 24. Juni 2011 verstarb Peter Falk im Alter von 83 Jahren in seinem Haus in Beverly Hills. Als primäre Todesursachen wurden Kreislaufstillstand und Lungenentzündung angegeben. Seine letzte Ruhestätte fand er am Westwood Village Memorial Park Cemetery in Los Angeles. Zwei Jahre nach seinem Tod wurde Falk im Juli 2013 mit einem Stern auf dem Hollywood Walk of Fame geehrt.

## Deutsche Synchronstimmen
In den beiden Columbo-Pilotfilmen, die in Hamburg synchronisiert wurden, lieh Uwe Friedrichsen Falk seine Stimme. Durch den Wechsel des Synchronstudios wurde Klaus Schwarzkopf für viele Jahre die prägende Stimme des Inspektors.
In den vier ersten Episoden der späten Filme (ab 1989), die zunächst auf Video erschienen, sprach Hans Sievers Columbo. Als RTL damit begann, die neuen Folgen auszustrahlen, ließ man die Szenen, in denen Columbo auftrat, von Klaus Schwarzkopf nachsynchronisieren. (Die Videosynchro der Episode Tödliche Kriegsspiele mit Sievers hat es allerdings auf die DVD geschafft und wird auch von RTL gesendet. Die ursprüngliche RTL-Fassung mit Schwarzkopf wird nur noch vom ORF ausgestrahlt und ist damit in Deutschland fast nicht zugänglich.)
Nach Schwarzkopfs Tod 1991 fand man zunächst mit Claus Biederstaedt einen neuen Sprecher, der Columbo sowohl in den neuen Filmen seine Stimme lieh als auch in einigen frühen, bis dahin noch nicht ausgestrahlten Episoden. Ihm folgte Horst Sachtleben, der den Inspektor bis zuletzt synchronisierte und auch in acht alten Folgen, von denen nur gekürzte ARD-Fassungen mit Schwarzkopf vorlagen und die nun von RTL komplett neu bearbeitet wurden, zum Einsatz kam. Falk dürfte damit der einzige Serienstar sein, der in ein und derselben Rolle von fünf Sprechern synchronisiert wurde, was sicher auch der langen Laufzeit von Columbo geschuldet war.
In den (Nicht-Columbo-)Filmen Eine Leiche zum Dessert und Der Schmalspurschnüffler wurde Peter Falk von Harald Juhnke gesprochen. In anderen Filmen liehen ihm auch Wolfgang Gruner, Wolfgang Völz und andere ihre Stimmen.

## Filmografie (Auswahl)

### Kinofilme
- 1958: Sumpf unter den Füßen (Wind Across the Everglades)
- 1960: Unterwelt (Murder, Inc.)
- 1960: Sie nannten ihn Pretty Boy Floyd (A Bullet for Pretty Boy)
- 1961: Die unteren Zehntausend (Pocketful of Miracles)
- 1962: Die Sprache der Gewalt (Pressure Point)
- 1963: Der Balkon (The Balcony)
- 1963: Eine total, total verrückte Welt (It’s A Mad Mad Mad Mad World)
- 1964: Sieben gegen Chicago (Robin and the 7 Hoods)
- 1965: Italiani brava gente
- 1965: Das große Rennen rund um die Welt (The Great Race)
- 1966: Brillanten-Razzia (Too Many Thieves)
- 1966: Penelope
- 1967: Versuch’s doch mal mit meiner Frau (Luv)
- 1968: Mord nach Rezept (Prescription: Murder)
- 1968: Schlacht um Anzio (Lo sbarco di Anzio)
- 1968: Die Unschlagbaren (Gli intoccabili) – Regie: Giuliano Montaldo
- 1969: Das Schloß in den Ardennen (Castle Keep)
- 1970: Stoßtrupp Avola – Ja, wo sind denn die Kanonen? (Rosolino Paternò: Soldato …)
- 1970: Ehemänner (Husbands)
- 1974: Eine Frau unter Einfluß (A Woman Under the Influence)
- 1976: Eine Leiche zum Dessert (Murder by Death)
- 1976: Mikey and Nicky
- 1976: Liebe ohne Hoffnung (Griffin and Phoenix – A Love Story)
- 1977: Die erste Vorstellung (Opening Night) Gastauftritt
- 1978: Der Schmalspurschnüffler (The Cheap Detective)
- 1978: Das große Dings bei Brinks (The Brink’s Job)
- 1978: Scared Straight! (Dokumentarfilm, Sprecher)
- 1979: Zwei in Teufels Küche (The In-Laws)
- 1981: Die große Muppet-Sause (The Great Muppet Caper)
- 1981: Kesse Bienen auf der Matte (… All the Marbles)
- 1986: Sterben … und leben lassen (Big Trouble)
- 1987: Der Himmel über Berlin
- 1987: Die Braut des Prinzen (The Princess Bride)
- 1987: Happy New Year
- 1988: Vibes – Die übersinnliche Jagd nach der glühenden Pyramide (Vibes)
- 1989: Cookie (Cookie)
- 1990: Ein Köder für den Killer (In the Spirit)
- 1990: Julia und ihre Liebhaber (Tune In Tomorrow …)
- 1992: The Player (Cameo-Auftritt)
- 1993: In weiter Ferne, so nah!
- 1995: Familienbande (Roommates)
- 1995: Cops n Roberts
- 2000: Lakeboat
- 2000: Enemies of Laughter
- 2001: Made
- 2001: Mister Undercover (Francis A. „Pops“ Romano)
- 2002: Undisputed – Sieg ohne Ruhm (Undisputed)
- 2004: Große Haie – Kleine Fische (Shark Tale. Stimme)
- 2005: Reine Familiensache (The Thing About My Folks)
- 2005: Checking Out – Alles nach meinen Regeln (Checking Out)
- 2007: Three Days to Vegas
- 2007: Next
- 2009: American Cowslip

### Fernsehfilme
- 1961: Cry Vengeance
- 1961: The Million Dollar Incident
- 1964: Ambassador at Large
- 1966: Brigadoon
- 1968: A Hatful of Rain
- 1971: A Step Out of Line
- 1976: Liebe ohne Hoffnung (Griffin and Phoenix: A Love Story)
- 1995: Sonny Boys (The Sunshine Boys)
- 1997: Pronto
- 1998: Vig
- 1999: Sommer der Freundschaft (A Storm in Summer)
- 2000: From Where I Sit
- 2001: A Town Without Christmas
- 2001: Die vergessene Welt (The Lost World)
- 2003: Wilde Tage (Wilder Days)
- 2003: Wer ist John Christmas? (Finding John Christmas)
- 2004: Ein Engel in der Stadt (When Angels Come to Town)

### Fernsehserien
- 1958–1962: Gnadenlose Stadt (Naked City, 4 Episoden)
- 1960/1961: Die Unbestechlichen (The Untouchables, 2 Episoden)
- 1961: Alfred Hitchcock Presents … (1 Episode)
- 1961: Unglaubliche Geschichten (Twilight Zone, 1 Episode)
- 1962: Polizeirevier 87 (87th Precinct, 1 Episode)
- 1962: The Alfred Hitchcock Hour (1 Episode)
- 1962: The DuPont Show of the Week (1 Episode)
- 1962–1963: Heute Abend Dick Powell (The Dick Powell Show, 3 Episoden)
- 1963: Wagon Train (1 Episode)
- 1963/1966: Bob Hope Presents the Chrysler Theatre (3 Episoden)
- 1964: Ben Casey (2 Episoden)
- 1965/1966: The Trials of O’Brien (22 Episoden)
- 1968–2003: Columbo (69 Episoden)
- 1971: The Name of the Game (1 Episode)

## Auszeichnungen
Academy Awards (Oscars)
Nominierungen
- 1960: Bester Nebendarsteller (Murder, Inc.)
- 1961: Bester Nebendarsteller (Pocketful of Miracles)

Golden Globe Awards
Preise
- 1972: Bester Fernsehschauspieler, Drama (Columbo)

Nominierungen
- 1961: Bester Nachwuchsdarsteller (Unterwelt)
- 1971: Bester Fernsehschauspieler, Drama (Columbo)
- 1973: Bester Fernsehschauspieler, Drama (Columbo)
- 1974: Bester Fernsehschauspieler, Drama (Columbo)
- 1975: Bester Fernsehschauspieler, Drama (Columbo)
- 1977: Bester Fernsehschauspieler, Drama (Columbo)
- 1990: Bester Schauspieler in einer Fernsehserie, Drama (Columbo)
- 1991: Bester Schauspieler in einem Fernsehfilm, Drama (Columbo and the Murder of a Rock Star)
- 1993: Bester Schauspieler in einem Fernsehfilm, Drama (Columbo: It's All In the Game)

Emmy Awards
Preise
- 1961: Bester Hauptdarsteller in einer Einzelshow (Heute Abend Dick Powell: Eine Ladung Tomaten)
- 1971: Bester Hauptdarsteller in einer Fernsehserie, Drama (Columbo)
- 1974: Bester Hauptdarsteller in einer Fernsehserie, Drama (Columbo)
- 1975: Bester Hauptdarsteller in einer Fernsehserie, Drama (Columbo)
- 1990: Bester Hauptdarsteller in einer Fernsehserie, Drama (Columbo: Agenda for Murder)

Nominierungen
- 1960: Bester Nebendarsteller in einer Einzelshow (The Law and Mr Jones: Cold Turkey)
- 1972: Bester Hauptdarsteller in einer Fernsehserie, Drama (Columbo)
- 1973: Bester Hauptdarsteller in einer Fernsehserie, Drama (Columbo)
- 1976: Bester Hauptdarsteller in einer Fernsehserie, Drama (Columbo)
- 1977: Bester Hauptdarsteller in einer Fernsehserie, Drama (Columbo)
- 1991: Bester Hauptdarsteller in einer Fernsehserie, Drama (Columbo and the Murder of a Rock Star)
- 1993: Bester Hauptdarsteller in einer Fernsehserie, Drama (Columbo: It’s All In the Game)

Bambi
Preise
- 1976: Bester Fernsehschauspieler, Drama (Columbo)
- 1993: Bester Fernsehschauspieler, Drama (Columbo)

Weiteres

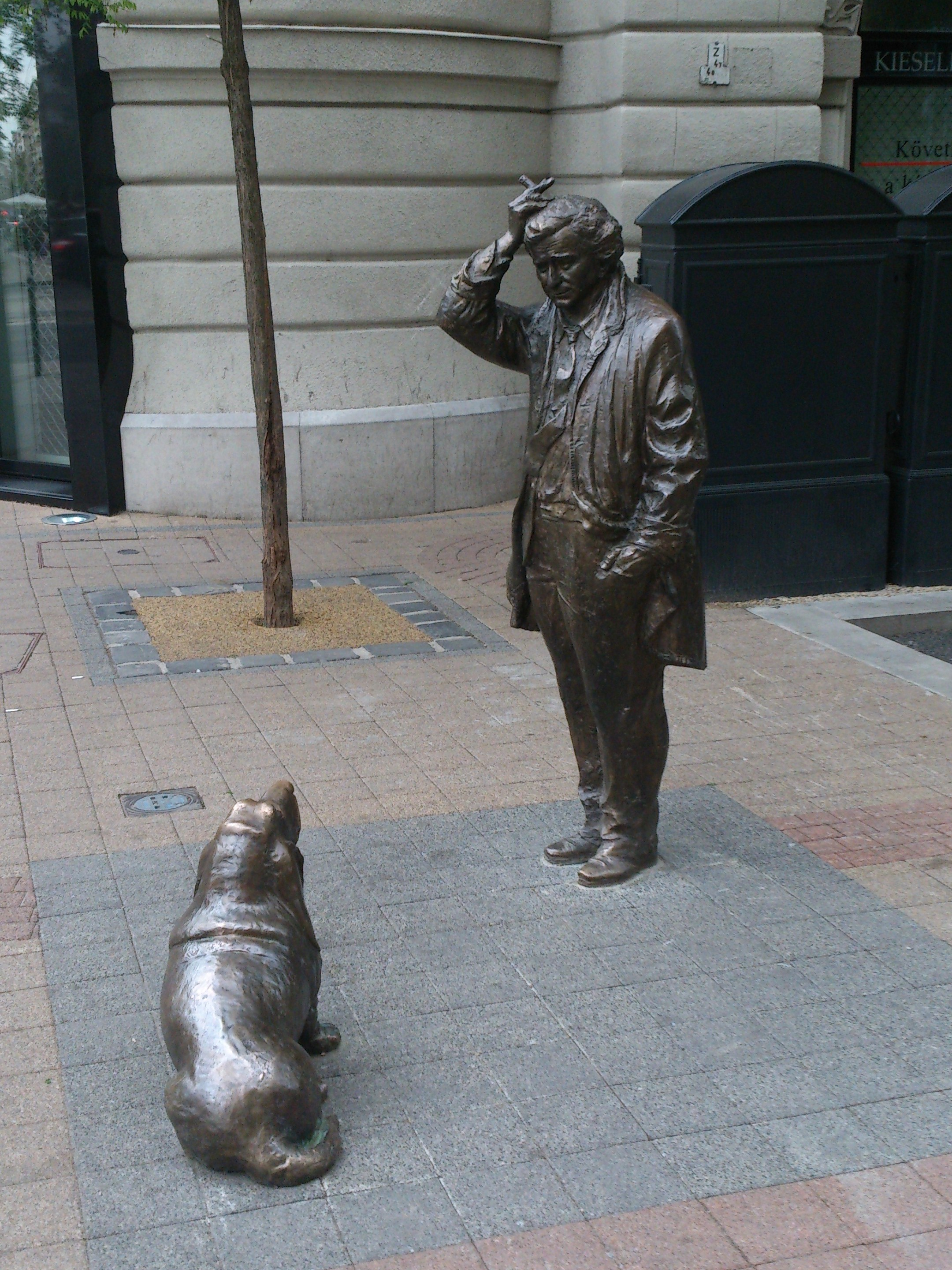
Peter Falk als Columbo mit seinem Hund; Denkmal in Budapest, Ungarn

Am 12. Januar 2011 wurde ein Asteroid des äußeren Hauptgürtels nach Peter Falk benannt: (231307) Peterfalk. Der Urgroßvater von Peter Falk war Maximilian Falk, von 1868 bis 1906 Chefredakteur der deutschsprachigen ungarischen Tageszeitung Pester Lloyd. In der ungarischen Hauptstadt Budapest wurde in der nach Maximilian Falk benannten Falk-Miksa-Straße (Falk Miksa utca) ein Denkmal von Columbo und seinem Basset „Hund“ errichtet.

## Veröffentlichungen
- Peter Falk: Just One More Thing – Stories From My Life. Carroll & Graf, 2007, ISBN 978-0-7867-1939-6.